# Hygrotus stefanschoedli
Hygrotus stefanschoedli är en skalbaggsart som beskrevs av Fery, Sadeghi och Hosseinie 2005. Hygrotus stefanschoedli ingår i släktet Hygrotus och familjen dykare. Inga underarter finns listade i Catalogue of Life.